# Margaret Reid

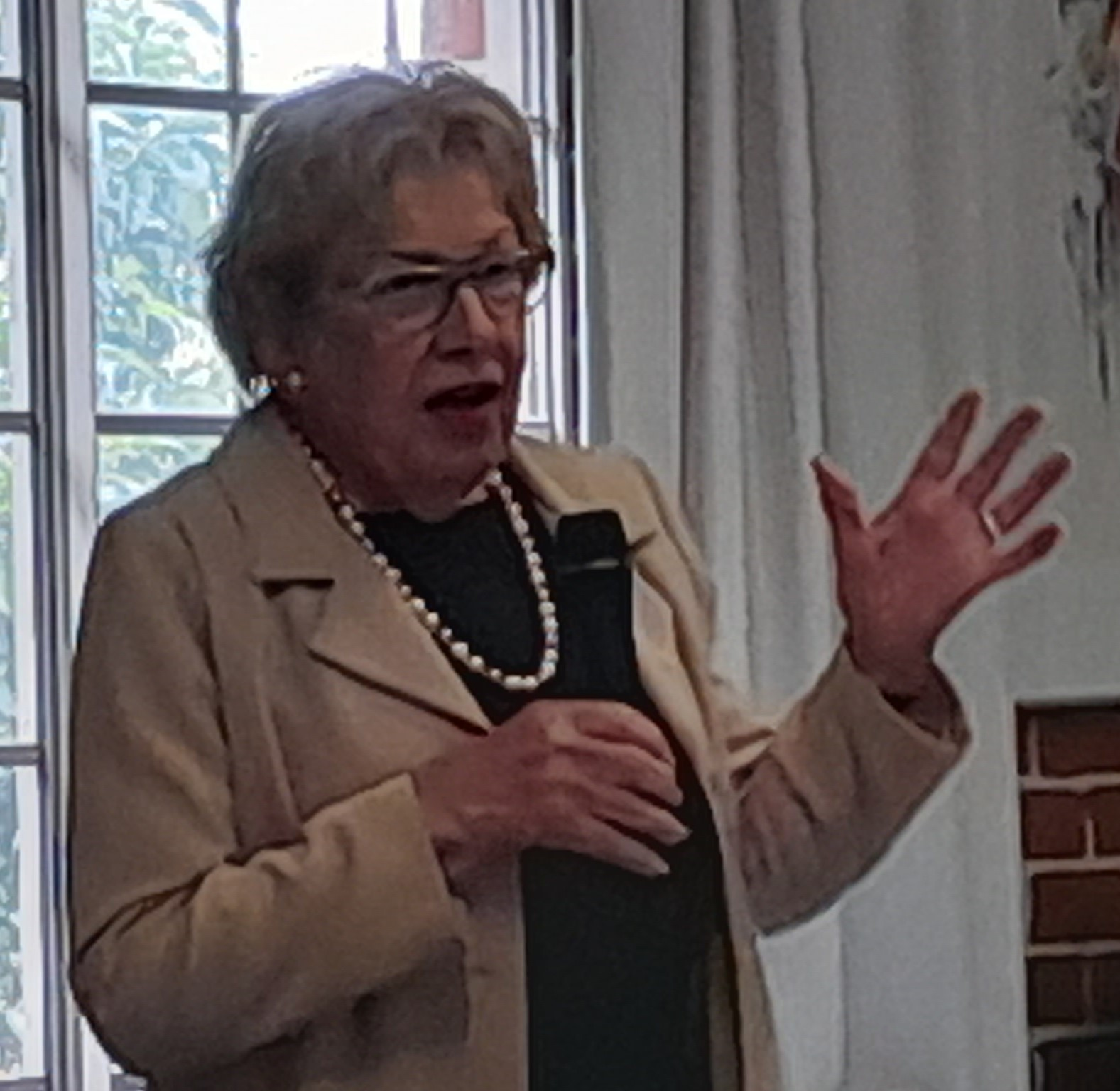
Margaret Reid 2021

Margaret Elizabeth Reid AO (geb. McLachlan; 28. Mai 1935) ist eine ehemalige australische Politikerin. Von 1981 bis 2003 war sie Senatorin des Australian Capital Territory und vertrat die Liberal Party. Sie behielt ihr Mandat fast 22 Jahre lang und gewann acht aufeinanderfolgende Wahlen. Reid ist die erste Frau, die als Präsidentin des Senats diente.

## Leben

### Jugend und Ausbildung
Geboren wurde Reid als Margaret Elizabeth McLachlan am 28. Mai 1935 in Crystal Brook, Südaustralien, geboren. Sie erhielt ihre Schulbildung an der Balaklava Primary School, am Methodist Ladies’ College, Adelaide, und ging dann an die University of Adelaide, wo sie Präsidentin der Debating Society (Debattierclub) war. Die Reden von Premierminister Robert Menzies entfachten ihr Interesse für Politik und sie schloss sich 1954 der Liberal Party an und wurde Präsidentin des ÄÄAdelaide University Liberal Club, der Australian Universities Liberal Federation und der South Australia Young Liberals. Sie graduierte 1959 an der University of Adelaide mit einem Abschluss in Rechtswissenschaften.

### Anwältin
Reid wurde 1960 als Barrister und Solicitor am Supreme Court of South Australia zugelassen und arbeitete in einer Praxis für Familienrecht in Adelaide.
1961 stellte sich Reid als Kandidatin der Liberalen im Wahlkreis Division of Bonython, einer Hochburg der Labor Party in South Australia. Ihr Wahlkampf verbesserte das Ergebnis der Liberalen, jedoch ga sie später zu, sie habe „Keine Möglichkeit gehabt zu gewinnen“ („no possibility of winning“).
1965 zog Reid nach Canberra, wo sie für die Kanzlei Davies Bailey and Carter arbeitete, anfangs im Bereich von Arbeitsunfallentschädigung und Prozessführung tätig, bevor sie sich wieder dem Familienrecht zuwandte. Sie arbeitete bis 1981 in der Kanzlei.

### Politik

#### Parteiarbeit und erste Amtszeit
Reid war in der Liberal Party des Australian Capital Territory (ACT) aktiv und hatte mehrere hohe Positionen inne, darunter die Wahl zur Parteivorsitzenden im Jahr 1976. Während sie weiterhin als Anwalt praktizierte, arbeitete Reid für den Senator der Liberal Party, John Knight, dem ersten Senator des Capital Territory.
Als Knight im März 1981 im Amt verstarb, trat Reid als eine von zehn Kandidaten in den Nachwahlen an. Die ACT Liberal Party unterstützte Reid als Nachfolgerin von Knight gegenüber anderen Kandidaten, wie den erfahrenen Politikern John Haslem und Greg Cornwell. John Haslem war eine ehemaliges Mitglied des Australischen Repräsentantenhauses für Canberra. Greg Cornwell war Mitglied des Australian Capital Territory House of Assembly. Am 5. Mai 1981 wurde Reid in einer gemeinsamen Sitzung des australischen Parlaments in den Senat berufen.
Während ihrer ersten Amtszeit war Reid Vorsitzende des Gemeinsamen Ausschusses zum ACT, setzte sich erfolgreich beim Premierminister für die Einrichtung eines Kabinettsunterausschusses zum ACT ein und wurde zur stellvertretenden Whip im Senat gewählt. Reid erklärte, sie habe diese Funktion angenommen, weil sie nur während der Sitzungszeiten des Parlaments aktiv sein musste. Sie habe weder ein Ministerium noch einen Sitz in einem wichtigen ständigen Ausschuss angestrebt, da dies ihre Zeit für die Arbeit mit ihrer Wählerschaft einschränken würde, was wiederum ihre Chancen auf eine Wiederwahl beeinträchtigen könnte.
Die Liberal–Nationale Coalition-Regierung wurde von der Labor-Partei in den Bundeswahlen 1983 besiegt.  Reid konnte sich keine Quote sichern und musste zwei Wochen warten, bis das Wahlamt ihren Sieg bestätigte. Im australischen Instant-Runoff-Wahlsystem (Integrierte Stichwahl) ist die Quote die Mindestanzahl an Stimmen, die erforderlich ist, um bei der ersten Präferenz zu gewinnen. Wird die Quote nicht erreicht, muss man sich auf die zweite, dritte oder vierte Präferenz der Wähler verlassen.

#### Whip der Opposition
Während der dreizehnjährigen Zeit, in welcher die Liberalen in der Opposition saßen, behielt Reid ihren Senatssitz über drei Wahlen hinweg. Sie war Opposition Deputy Whip und von 1987 bis 1995, Opposition Whip. Sie war weiterhin Mitglied des Gemeinsamen Ständigen Ausschusses für das ACT und gehörte außerdem Ausschüssen an, die sich mit dem Family Law Act (Familiengesetz) und damit verbundenen Fragen, dem Haushaltsvoranschlag des Senats, Transport, Kommunikation und Infrastruktur, Gesetzgebungsverfahren und dem australischen Archiv befassten. Reid nahm an wichtigen internationalen Regierungskonferenzen teil, darunter denen der Interparlamentarischen Union (IPU) und der Commonwealth Parliamentary Association (CPA), und war Mitglied parlamentarischer Delegationen.
Reid wurde im Juli 1995 Vizepräsidentin und Vorsitzende der Senatsausschüsse, nachdem Noel Crichton-Browne aufgrund von Vorwürfen häuslicher Gewalt von seinem Amt zurücktreten musste. Crichton-Browne hätte nach einem Sieg der Liberal-Nationalen Koalition bei den Wahlen 1996 den Senatsvorsitz übernehmen können; in seiner Abwesenheit galt Reid als Ersatz, mit dem die Parteimitglieder zusammenarbeiten konnten. Am 20. August 1996 wurde sie als erste Frau Senatspräsidentin.

#### Senatspräsidentin
Reid war von 1996 bis 2002 sechs Jahre lang Präsidentin des Senats. In dieser Funktion leitete sie häufig Ausschüsse, vertrat das Parlament bei internationalen Konferenzen und führte parlamentarische Delegationen im Ausland an. Sie war Präsidentin der CPA und setzte sich für die Förderung der Demokratie in Entwicklungsländern ein. Sie arbeitete in Ausschüssen, die die Übertragung von Parlamentssitzungen, die parlamentarische Geschäftsordnung, die Parlamentsbibliothek sowie Mittelzuweisung und Personalausstattung untersuchten. Während ihrer Amtszeit als Senatspräsidentin wurde Reid zweimal wiedergewählt, darunter in ihrem schwierigsten Wahlkampf 1998, als die Liberal Party auf Bundesebene im ACT an Popularität verloren hatte. Sie erhielt schließlich 34,1 Prozent der Stimmen bei einer Quote von 33,4 Prozent. Die Demokraten erwogen wegen Unregelmäßigkeiten im letzten Wahlkampf Berufung vor dem Court of Disputed Returns einzulegen, verfolgten dies letztlich jedoch nicht. Es dauerte Wochen bevor der demokratische Kandidat Rick Farley seine Niederlage eingestand.
2002 verlor Reid als Senatspräsidentin die Unterstützung ihrer Partei in einem Wettbewerb mit Alan Ferguson und dem liberalen Whip Paul Calvert. Calvert wurde als ihr Nachfolger gewählt. Reid zog sich am 14. Februar 2003 nach 22 Jahren als Senatorin aus der Politik zurück.

## Persönliches
Kurz nach ihrem Umzug nach Canberra lernte Margaret McLachlan Tom Reid bei einer Weihnachtsparty kennen. Die heirateten 1967 und Reid adoptierte seine vier Kinder und half, sie aufzuziehen. 2001 hatten die beiden sieben Enkel. Tom Reid verstarb 2010.

## Ehrungen
- 1977 Queen Elizabeth II Silver Jubilee Medal (Australia)[20]
- 1987 Orden Polonia Restituta (Polen)[20] In ihrer Abschiedsrede vor dem Senat erklärte Reid, dass sie während des Kalten Krieges vor der polnischen Botschaft protestiert habe.[13]  1996 leitete sie eine parlamentarische Delegation nach Polen, wo sie eine Rede über den Übergang des Landes zur Demokratie hielt.[10]
- 1996 Honorary Life Membership der Returned and Services League of Australia[21]
- 2003 Centenary Medal[21]
- 2004 Officer of the Order of Australia[13]
- 2006 Ehrendoktorwürde der Charles Sturt University[21]
- Liberal Party Distinguished Service Award[3]